# A. P. J. Abdul Kalam

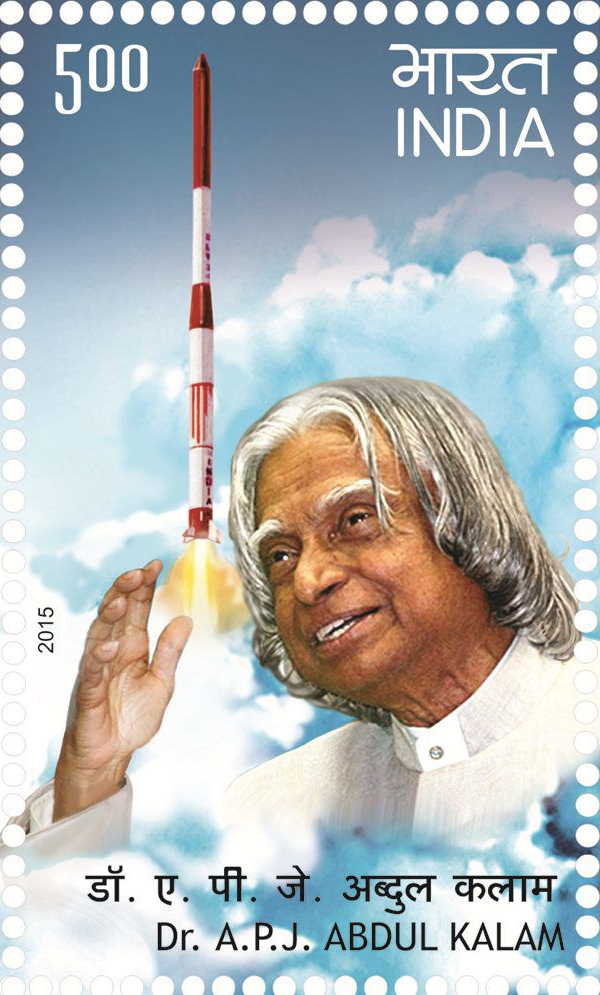
Selo indiano de 2015 em homenagem a Abdul Kalam

Avul Pakir Jainulabdeen Abdul Kalam, mais conhecido como A. P. J. Abdul Kalam (em tâmil:  அவுல் பகீர் ஜைனுலாப்தீன் அப்துல் கலாம்), (Rameshwaram, Índia, 15 de outubro de 1931 — Shillong, Índia, 27 de julho de 2015), foi um político, cientista, escritor e académico indiano. Foi o 11º presidente da Índia, de 2002 a 2007.
Cientista de carreira, que se tornou um político relutante, Kalam nasceu e foi criado em Rameswaram, Tamil Nadu. Estudou física e Engenharia aeroespacial, passando quatro décadas como cientista e administrador científico, principalmente no âmbito da Organização de Pesquisa e Desenvolvimento em Defesa (DRDO) e Organização Indiana de Pesquisa Espacial (ISRO). Estava intimamente envolvido no programa espacial civil indiano e no desenvolvimento de mísseis militares. Assim, ficou conhecido como o "Homem dos Mísseis da Índia", pelo seu trabalho no desenvolvimento de tecnologia de mísseis e veículos de lançamento balístico. Abdul Kalam também desempenhou um papel organizacional, técnico e político crucial no desenvolvimento do programa nuclear da Índia, no segundo teste nuclear na cidade de Pokhran em 1998, o primeiro desde o primeiro teste nuclear pela Índia em 1974.
Kalam foi eleito Presidente da Índia com o apoio do Partido do Povo Indiano (Bharatiya Janata Party), então oposição. É considerado o "primeiro presidente do povo" por não ser um político de carreira, e sim um cientista.
Ao fim do mandato, retornou à sua vida civil da educação acadêmica, da escrita, como professor no serviço público e de escritor, depois do único mandato. Recebeu vários prêmios, incluindo o Bharat Ratna, a mais alta honraria civil da Índia. Ele era um destinatário de vários prêmios de prestígio.

## Biografia
Abdul Kalam nasceu em 1931 em uma família pobre em Rameswaram no sul da Índia. Seu pai alugava barcos a pescadores. Kalam começou vendendo jornais na adolescência até se formar como engenheiro aeronáutico. Foi rejeitado nos testes para ser um piloto de caça. Trabalhou por quatro décadas nas Agência de Investigação de Defesa e Desenvolvimento e na Agência de Pesquisas Espaciais, onde participou em projetos de criação de mísseis.

## Condecorações
- Medalha Hoover 2009
- Bharat Ratna (póstuma)

## Morte
No dia 27 de julho de 2015, enquanto lia um texto para estudantes de uma escola local no Instituto Indiano de Gestão em Shillong, APJ Abdul Kalam sentiu-se mal e de imediato, ele desmaiou. Foi levado às pressas para um hospital privado local com suspeita de parada cardíaca. No entanto, apesar de chegar a tempo e os médicos tentarem reanima-lo, foi sem sucesso e morreu cerca de uma hora e meia depois. A morte repentina desse político surpreendeu o país.
Sua morte foi lamentada por todo o país com milhares dignitários, incluindo a nível nacional presentes à cerimônia de funeral realizada em sua cidade natal de Rameshwaram, onde foi enterrado com honras de Estado.